# クリストフ・ヴィルヘルム・フォン・カルクシュタイン
クリストフ・ヴィルヘルム・フォン・カルクシュタイン（Christoph Wilhelm von Kalckstein,1682年10月17日 - 1759年6月2日）は、プロイセン王国の貴族、軍人。最終階級は元帥。Kalksteinの表記例も見られる。フリードリヒ・ヴィルヘルム2世時代に元帥となったルートヴィヒ・カールは息子。

## 概歴
カルクシュタインは東プロイセンのマリエンヴェルダー近郊オットラウでクリストフ・アルブレヒト・フォン・カルクシュタインとマリア・アグネス・フォン・レーヴァルトの間に生まれる。カルクシュタイン家は15世紀に東プロイセンに定着した貴族でアイラウ周辺に所領を有した。彼の先祖も子孫も代々プロイセンの軍人として活躍したが、一方で祖父や曾祖父は大選帝侯フリードリヒ・ヴィルヘルムに反逆したことで知られ、祖父は処刑され、父はポーランドに仕官して中佐となった。
1702年カルクシュタインはヘッセン＝カッセル方伯軍に入って軍人としての経歴を始める。1704年からスペイン継承戦争に従軍を開始すると、以後所属が変わるまでヘッセン公子フリードリヒの副官を務めた。ヘッセン＝カッセル軍は中部および上ラインの作戦に従事し、04年にはブレンハイムの戦いに参加した。翌1705年部隊は公子とともにイタリア戦線に配置され、プリンツ・オイゲンの指揮下に入る。カスティリオーネの戦いではヘッセン公子が指揮を採る戦いだったがフランス軍に敗れた。その後トゥーロン包囲戦に加わるが攻略を断念して撤退、部隊はまた北の戦線に戻り、1708年トゥルネー攻略、1709年マルプラケの戦いに参加した。
マルプラケの戦いから1ヶ月後、カルクシュタインはプロイセン軍に転仕し、少佐に任命される。以後アンハルト＝デッサウ侯レオポルト1世の軍に入り、1712年にはオラニエ＝ナッサウ家とプロイセンとの間で相続を巡って揉めていたメールス市に300の兵で奇襲をかけてこれを占領した。1713年クリストフェア・エルナ・ルクレティア・ブラント・フォン・リンダウと結婚、のちに4子を儲ける。1715年から大北方戦争に従軍、中佐となった。
1718年大佐に昇進する。この年カルクシュタインはフリードリヒ・ヴィルヘルム1世から、王太子フリードリヒの教育のためアルブレヒト・コンラート・フィンク・フォン・フィンケンシュタインに次ぐ次席の傅役に任命され、軍事教育を担当した。カルクシュタインは見識深い人物で王太子によく親しまれたが、やがて王太子の成長とともに険悪化する父子関係に悩まされるようになる。1723年第1歩兵連隊指揮官になるが引き続き王太子の傍に勤めた。カルクシュタインは朝から晩まで王太子に付き添って監視するよう命ぜられ、王はのちにはさらに4人の将校を24時間体制で付けて王太子を見張らせた。カルクシュタインはフィンケンシュタインとともに父子の関係改善に心を砕いたが果たせなかった。1729年役を免ぜられ第25歩兵連隊シェフに就任。翌年王太子の亡命未遂事件が発生した。
1733年少将に昇進。1736年ベルリン慈善病院の監督のため同院に送られる。さらに1739年ヴァーブルクの地方政庁（Regiment）にその評議会議長として派遣され現地における騒動の調停に当たった。
オーストリア継承戦争が始まるとカルクシュタインも新王に従ってシュレージエンに従軍、1741年2月に中将に昇進し、モルヴィッツの戦いでは左翼歩兵第一戦列を指揮した。この戦いに勝利した後カルクシュタインはブリーク要塞攻略の指揮を任されてこれを陥し、黒鷲勲章を授与された。続くコトゥジッツの戦いでは右翼の有力な歩兵戦列を指揮し、勝利を決定づける攻撃を実施した。休戦後カルクシュタインは大王からクレーフェ公領はディンシュラーケンの郡代（Drostei）の地位を与えられた。
1745年1月歩兵大将となり、ホーエンフリートベルクの戦いでは第二戦列を任され、続くゾーアの戦いでは左翼歩兵軍団を指揮した。戦後グローガウ総督に任じられ、さらに1747年元帥に列せられた。1752年からは年1,000ターラーの年金を与えられる。彼はミュールハウゼンの近辺に領地を買い増した。
七年戦争の際、カルクシュタインは高齢のため野戦従軍にはもう加われなかった。1758年王弟アウグスト・ヴィルヘルムが死去したときその遺児たちを大王から託されるも翌1759年に没した。

## 参考資料
- Joachim Engelmann, Friedrich der Grosse und seine Generale, （Podzun-Pallas-Verlag GmbH, 1988）
- Ernst Graf zur Lippe: Kalckstein, Christoph Wilh. von. In: Allgemeine Deutsche Biographie (ADB). Band 15, Duncker & Humblot, Leipzig 1882, S. 17 f.
- de:Christoph Wilhelm von Kalckstein (14:10, 1. Aug. 2009 UTC)